# NGC 5362
NGC 5362 é uma galáxia espiral (Sb) localizada na direcção da constelação de Canes Venatici. Possui uma declinação de +41° 18' 49" e uma ascensão recta de 13 horas, 54 minutos e 53,1 segundos.
A galáxia NGC 5362 foi descoberta em 9 de Abril de 1787 por William Herschel.